# Espacio periurbano

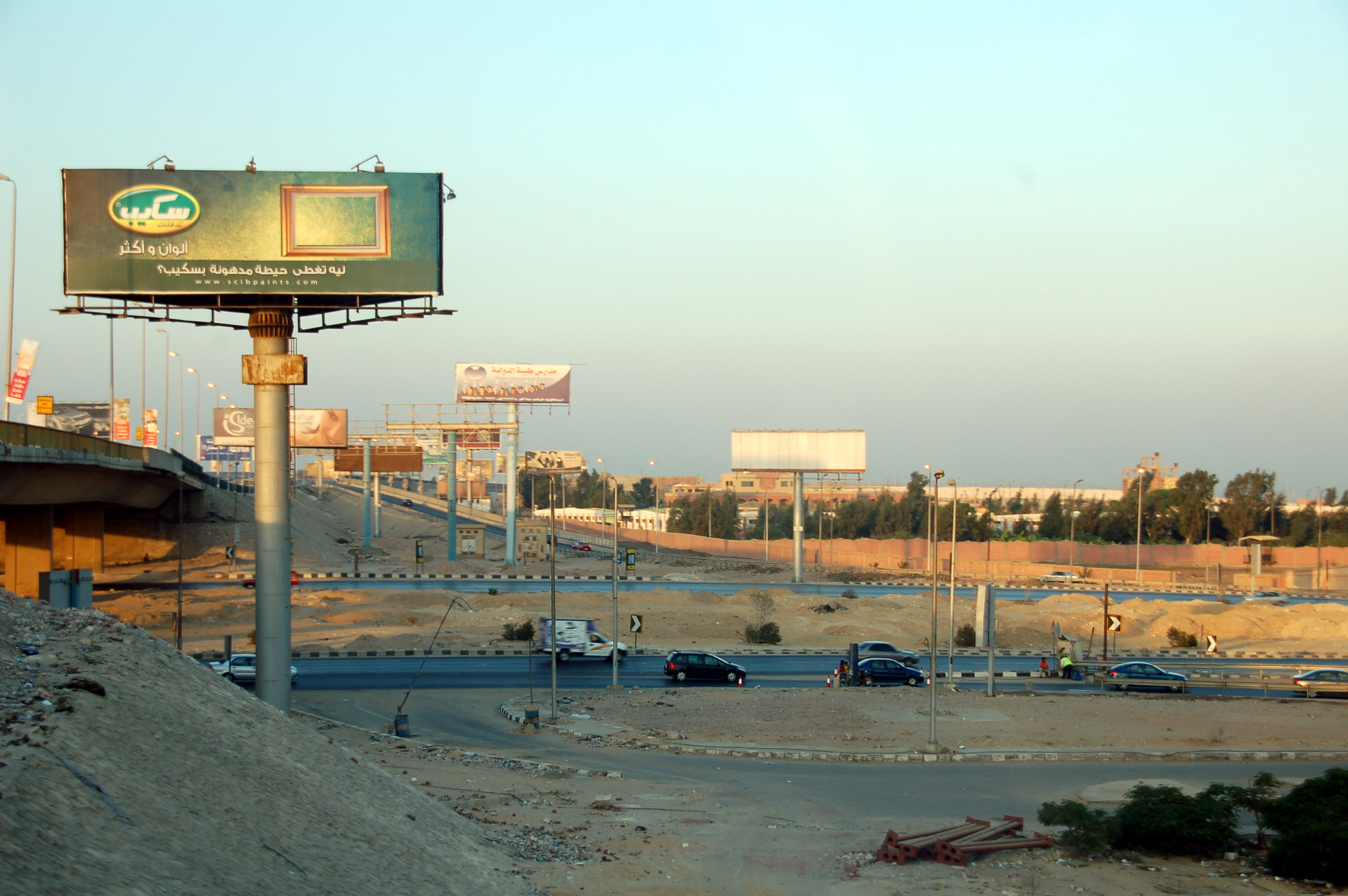
Paisaje periurbano a las afueras de El Cairo, Egipto.

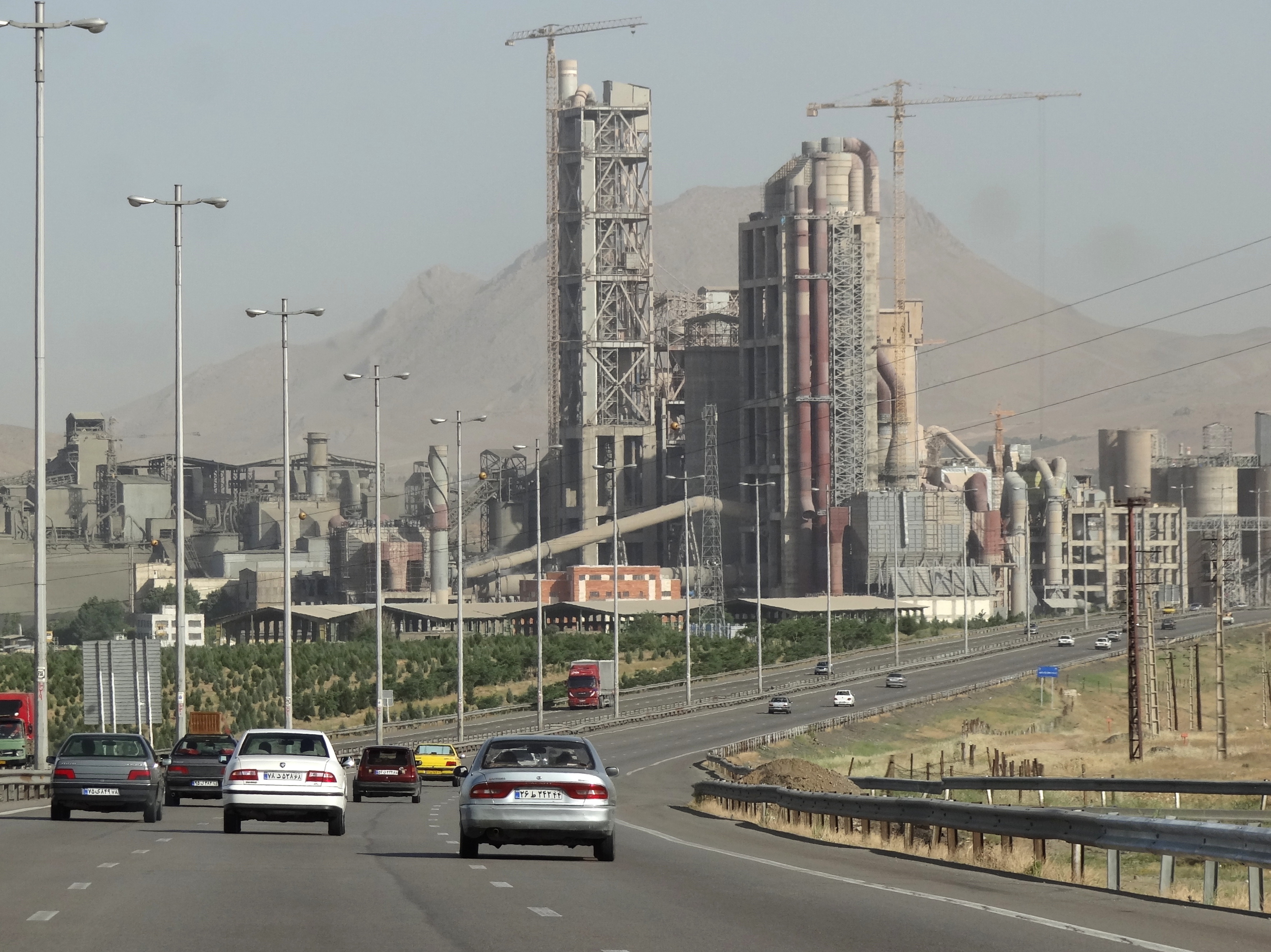
Entorno periurbano en Teherán, Irán.

Espacio periurbano es el espacio geográfico que ocupa el espacio intersticial dejado libre por el espacio urbano dentro de una aglomeración urbana. No existe una definición aceptada por todos de lo que se entiende como espacio periurbano, y de cuando deja de serlo para convertirse en un espacio urbano.
Periurbano es un término que no forma parte del diccionario de la Real Academia Española (RAE, 22.ª edición, publicado en 2001). Pero es utilizado desde finales de los años 70, originalmente en Francia. En español empieza a utilizarse con la investigación dirigida por los sociólogos españoles Mario Gaviria y Artemio Baigorri en el Área Metropolitana de Madrid, entre 1982 y 1984. En aquel proyecto se propuso todo un programa de acción pública para regenerar el espacio periurbano de Madrid desarrollando políticas agrarias, de ocio, de ordenación de usos, etc.
El espacio periurbano es un espacio que se define por la indefinición: no es campo, ni es ciudad. Se refiere a una situación de interfaz entre dos tipos geográficos aparentemente bien diferenciados: el campo y la ciudad. Es de  difícil definición conceptual y delimitación, cuenta con la desventaja de que es un territorio “resbaladizo”, en situación transicional, en permanente transformación (o con expectativas de ser transformado), frágil, susceptible de nuevas intervenciones. Con el paso del tiempo, el periurbano “se extiende”, “se relocaliza”, “se corre de lugar”. Se trata de un territorio en consolidación, bastante inestable en cuanto a la constitución de redes sociales y de una gran heterogeneidad en los usos del suelo. 
González Urruela (1987) realizó una revisión sobre la historia del periurbano, marcando la problemática que este espacio diverso generaba para las disciplinas estancas, generándose así en cada una de ellas la necesidad de denominaciones que le permitan abordarla. Los puntos en común que todas las disciplinas tenían para este territorio, según el autor, son tres: en primer lugar su individualidad morfológica o su carácter morfológicamente mixto; en segundo lugar el tipo de ocupación más laxo en contraposición al urbano; en tercer lugar la vinculación con la ciudad, en relación con las producciones de proximidad y servicios. 
Otros conceptos próximos y asociados:
- “Ciudad difusa”, es un modelo evolucionado de las áreas metropolitanas, donde la escena urbana ha sido sustituida por un modelo policéntrico. Algunas de las causas de la ciudad difusa son: el elevado precio del suelo de la gran ciudad, el desarrollo del transporte privado y el aumento de las infraestructuras varias que facilitan el acercamiento a la ciudad de ciertas áreas rurales.[4]
- “Ciudad dispersa”,
- Contorno de la ciudad,
- Extrarradio,
- Exurbia,
- Frontera campo-ciudad,
- Periferia urbana, es un territorio que marca la transición entre el área rural y la ciudad. Se caracteriza por una  mezcla entre lo urbano y lo rural, esta en constante movimiento y el urbanismo a veces no es bien recibido.[5]
- Rururbanización. Es una zona próxima a los centros urbanos que experimentan un incremento residencial de población nueva, de origen principalmente ciudadano. La zona rururbana se caracteriza por la subsistencia de un espacio no urbano dominante.[6]
- Suburbio, conceptualización que comienza a utilizarse en los Estados Unidos a partir de los setenta, y se manifestaba masivamente a partir de la  segunda posguerra mundial, también acompañada e incentivada por la traza de las autopistas, conformando el nuevo modo de vida de las familias acomodadas norteamericanas.[6]
- Territorios de borde,

## Espacio periurbano en Iberoamérica y el Caribe
El proceso de la periurbanización en Iberoamérica tiene características propias, diferentes a la de la mayoría de los países de Europa. El proceso está fuertemente marcado por la heterogeneidad de los agentes sociales y los procesos espaciales, con un alta movilidad e incidencia en el juego de fuerzas que construyen el territorio.
El espacio periurbano está muy desarrollado en torno a las grandes capitales iberoamericanas, de manera muy diferente al de los países industrializados. En el caso iberoamericano se trata principalmente de un periurbano habitacional, mientras que en los países desarrollados, los espacios periurbanos tienen también un fuerte componente productivo industrial. 
Se encuentra también una variedad de formas en cuanto a los procesos de apropiación y uso del espacio. 
Se encuentran barrios de población de altos ingresos colindando con zonas marginales, muy pobres, desde las viviendas se construyen con materiales de desecho, construcciones que no cumplen con las formalidades arquitectónicas mínimas; al mismo tiempo coexisten las actividades informales, con las prácticas agrícolas.
El periurbano iberoamericano se ha configurado en varias formas; ya sea por el avance de la urbanización a lo largo de los ejes de salida de las ciudades; y, por otra parte, a través del  poblamientos difusos de extensas áreas hasta entonces destinadas a actividades rurales. Estos procesos llevan, en tiempos relativamente cortos, a la ocupación de toda una zona geográfica con dominancia rural, provocando de manera espectacular la penetración urbana.
El avance de la peri urbanización afecta tanto a las zonas agrícolas sin gran valor desde el punto de vista de la agricultura, como también a aquellas donde se realizan tales actividades. Por ejemplo, en la Sabana de Bogotá, la fértil planicie de pasturas bajo irrigación donde se criaba ganado ha cedido el lugar al cultivo de flores demandadas por el mercado urbano local e internacional.